# Ґеорґ Гоффманн
Ґеорґ Гоффманн (нім. Georg Hoffmann; 1880 — 1947) — німецький плавець і стрибун у воду.
Срібний медаліст Олімпійських Ігор 1904 року.